# Maciej Murawski
Maciej Murawski (* 20. Februar 1974 in Zielona Góra, Polen) ist ein ehemaliger polnischer Fußballspieler und Trainer.

## Vereinskarriere
Murawski spielte in Polen unter anderem für Lech Posen und Legia Warschau, bevor er von 2002 bis 2004 in Deutschland für Arminia Bielefeldspielte. Von 2004 bis 2005 war er in Griechenland bei Aris Saloniki unter Vertrag. Von 2005 bis 2008 spielte Murawski für Apollon Kalamarias. Zur Rückrunde der Saison 2008/2009 wechselte er zurück nach Polen zu Cracovia. Beendete seine aktive Karriere allerdings bereits nach einem Einsatz in der Ekstraklasa.

## Nationalmannschaft
Er absolvierte sechs Partien für die polnische Fußballnationalmannschaft und nahm mit Polen an der Fußball-Weltmeisterschaft 2002 teil.

## Erfolge
- Polnischer Meister (2002)
- Polnischer Ligapokalsieger (2002)
- WM-Teilnahme (2002)

## Nach der Karriere

### TV-Experte
Nach seiner aktiven Fußballerkarriere war er zuerst TV-Experte für die Bundesliga bei Eurosport Polska und für die Ekstraklasa bei Canal+ Polska. 

### Trainer
Vom 13. Juni 2009 bis zum 30. Juni 2010 trainierte er den polnischen Drittligisten Lechia Zielona Góra. Von 2010 bis 2011 war er Trainer bei Zawisza Bydgoszcz, die ebenfalls in der 3. Liga spielen.